# Les Artigues-de-Lussac
Les Artigues-de-Lussac ist eine südwestfranzösische französische Gemeinde mit 1.120 Einwohnern (Stand: 1. Januar 2022) im Département Gironde in der Region Nouvelle-Aquitaine (vor 2016 Aquitaine). Sie gehört zum Arrondissement Libourne und zum Kanton Le Nord-Libournais. Die Einwohner werden Artiguais genannt.

## Lage
Les Artigues-de-Lussac liegt etwa 37 Kilometer ostnordöstlich von Bordeaux. Umgeben wird Les Artigues-de-Lussac von den Nachbargemeinden Saint-Denis-de-Pile im Norden und Nordwesten, Abzac im Norden und Nordosten, Lussac im Osten sowie Montagne im Süden und Südwesten. Das Gemeindegebiet wird vom Flüsschen Lavie durchquert. Im Nordwesten der Gemeinde liegt der Regionalflugplatz Aerodrome de Libourne-les-Artigues-de-Lussac.
Beim früheren Zisterzienserkloster kreuzen sich zwei Varianten Via Lemovicensis und Via Turonensis des Jakobswegs.

## Geschichte
1869 wurde die Gemeinde aus Teilen der Nachbargemeinden Lussac und Montagne gebildet.

### Bevölkerungsentwicklung
| Jahr                       | 1962 | 1968 | 1975 | 1982 | 1990 | 1999 | 2008 | 2020 |
| Einwohner                  | 565  | 609  | 683  | 893  | 895  | 972  | 1024 | 1111 |
| Quellen: Cassini und INSEE |      |      |      |      |      |      |      |      |

## Sehenswürdigkeiten
- Kirche Le Sacré-Cœur aus der zweiten Hälfte des 19. Jahrhunderts
- Zisterzienserkloster Notre-Dame de la Faise, 1137 oder 1147 gegründet, 1790 aufgelöst, seit 1974 Monument historique

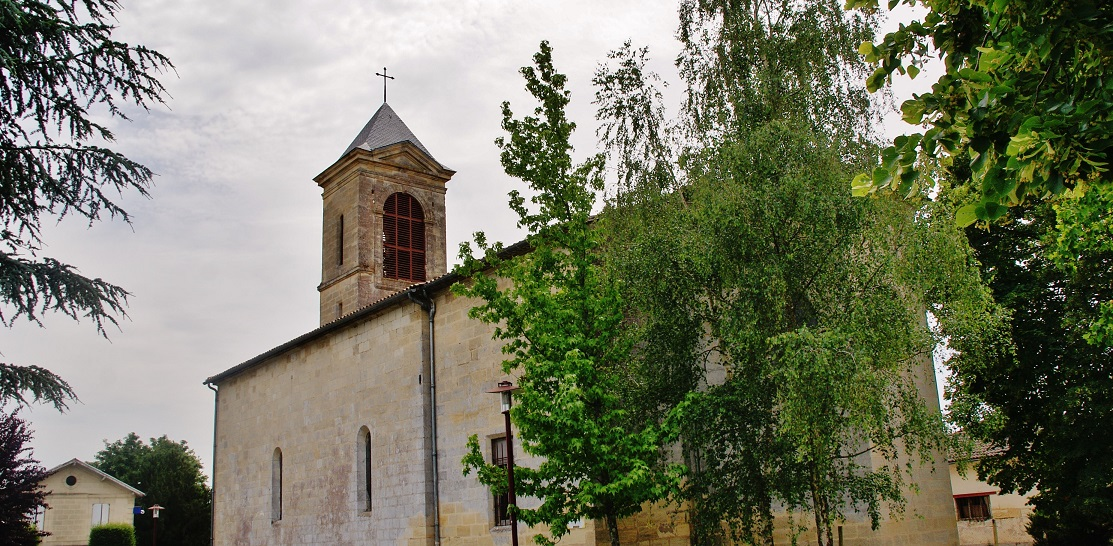
Kirche Le Sacré-Cœur
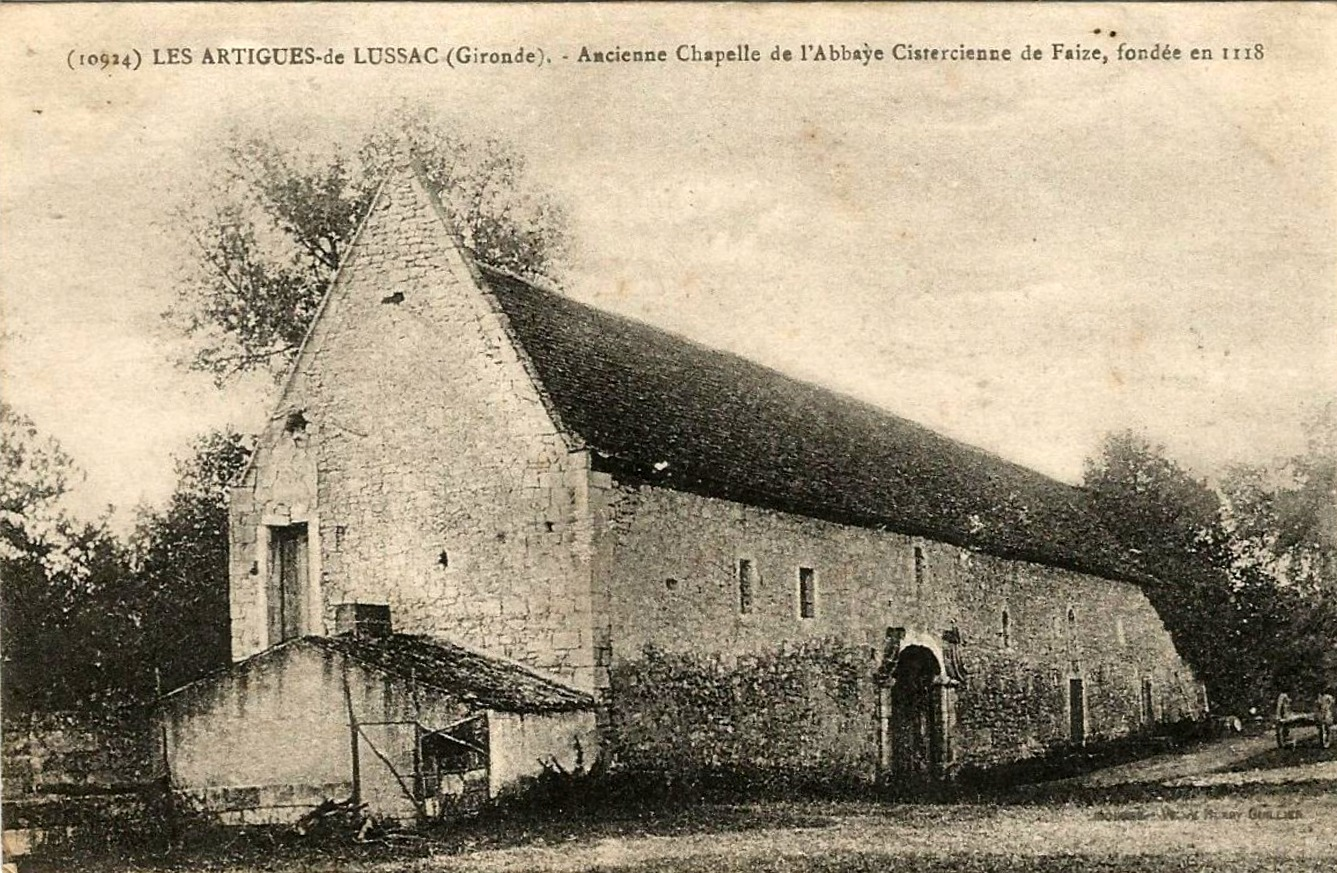
Alte Postkarte des ehemaligen Klosters
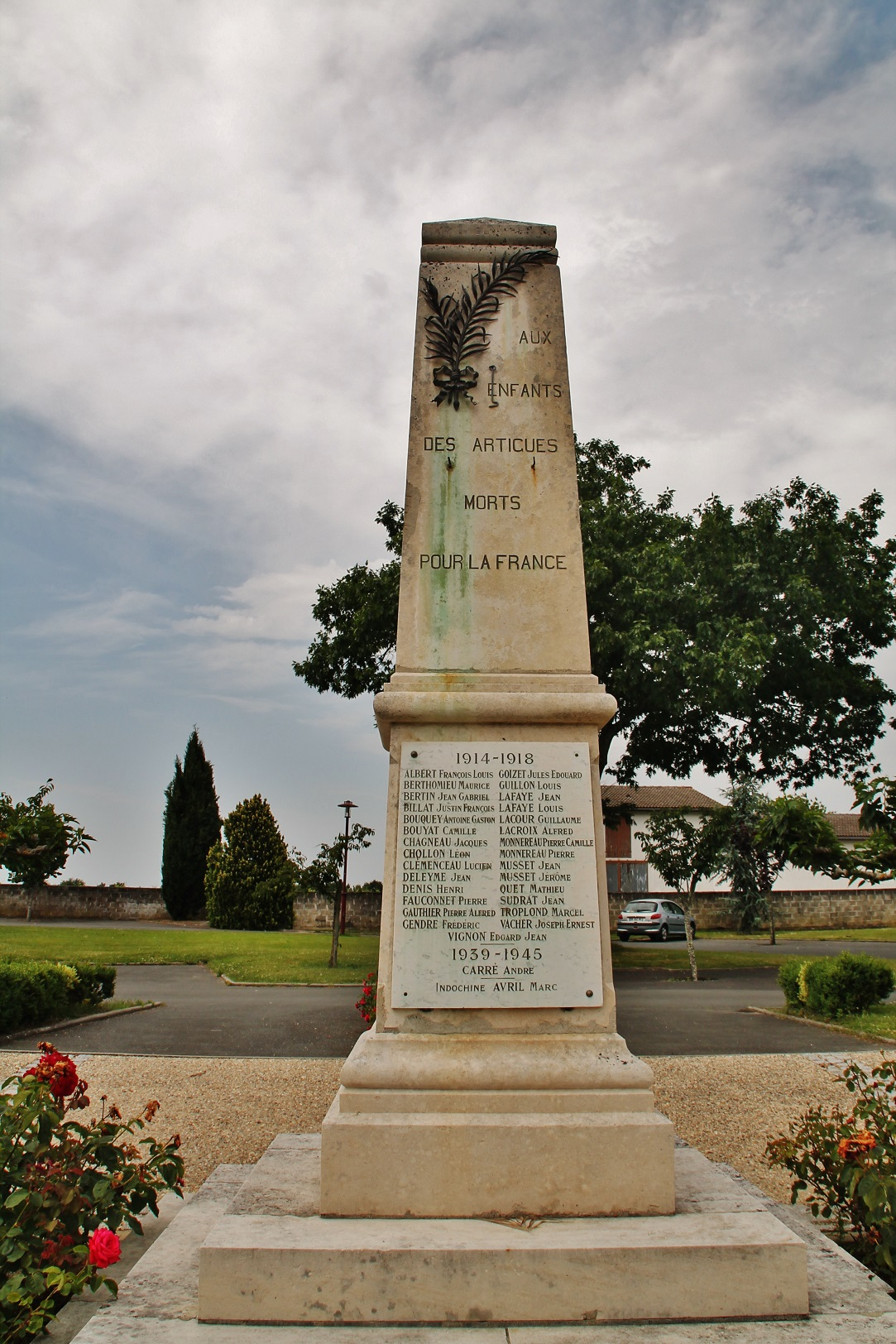
Gefallenendenkmal